# Droemvlucht
Droemvlucht (Limburgs, droomvlucht) is een single van de Limburgse band Rowwen Hèze samen met de Friese fadozangeres Nynke Laverman. Het is de derde single van het Rowwen Hèze-album Rodus & Lucius. Het nummer is tweetalig: Jack Poels van Rowwen Hèze zingt in het Limburgs terwijl Nynke Laverman haar deel in het Fries ten gehore brengt.
Hoewel streektaal- en dialectmuziek regelmatig te vinden is in de hitlijsten, is deze single volgens de makers het eerste "twee-streektalige duet" dat ooit werd uitgebracht.
De tekst is een bewerking van Shakespeares Midzomernachtsdroom. Zowel de tekst als de muziek van het nummer werden geschreven door zanger Jack Poels; de Friese vertaling is van de hand van Laverman.
Naast muziek bevat de single ook de videoclip van het nummer. Deze werd geregisseerd door Comrad en geproduceerd door CCCP.com.